# 利涅奇奇納
49°8′24″N 29°34′35″E / 49.14000°N 29.57639°E
利涅奇奇納（烏克蘭語：Лінеччина）是烏克蘭的村落，位於該國西南部文尼察州，由文尼察區負責管轄，始建於1907年，面積0.18平方公里，海拔高度266米，2001年人口8，人口密度每平方公里43.72人。